# 아다지오 나단조 (모차르트)
《아다지오 나단조 K.540》는 볼프강 아마데우스 모차르트가 작곡한 피아노곡이다. 그는 1788년 3월 19일에 자신의 〈작품 목록〉 (독일어: Verzeichnis aller meiner Werke)에다 이것을 삽입했다.
총 마디 수는 57마디로, 작품의 길이는 연주자에 따라 달렸다(대략 5분 30초에서 16분 사이). 나단조 조성은 《플루트 사중주 1번 라장조 K.285》의 느린 악장을 빼면 모차르트 작품에서는 드물다.